# Bolina (Acaia)
Bolina (Βολίνα) ou Boline (Βολίνη) era uma antiga cidade na Acaia, Grécia. A cidade, já em ruínas quando Pausânias a visitou no século II d.C., localizava-se perto do cabo Drepano, perto do rio Volinaios. O nome se origina da donzela Bolina, que fugiu para o mar e se jogou nele, e Apolo a tornou uma ninfa imortal. Bolina foi um dos lugares onde os patreans se refugiaram após a derrota da Liga Aqueia pelos romanos.